# Малая Шохма
Малая Шохма — река в России, протекает по Грязовецкому району Вологодской области. Устье реки находится в 50 км от устья Лежи по левому берегу. Длина реки составляет 24 км.
Берёт начало в болотах примерно в 12 км к северо-востоку от Грязовца. Генеральное направление течения — на север. Течёт в малонаселённой лесисто-болотистой местности. На реке находится нежилая деревня Семенково (Перцевское муниципальное образование).

## Данные водного реестра
По данным государственного водного реестра России относится к Двинско-Печорскому бассейновому округу, водохозяйственный участок реки — Северная Двина от начала реки до впадения реки Вычегда, без рек Юг и Сухона (от истока до Кубенского гидроузла), речной подбассейн реки — Сухона. Речной бассейн реки — Северная Двина.
Код объекта в государственном водном реестре — 03020100312103000006745.